# ORCID
Cet article possède un paronyme, voir Orchidée.

Logo de l'organisation ORCID

Le terme ORCID est le diminutif de l'organisation Open Researcher and Contributor ID qui a pour objectif principal de faciliter l'accès au grand public à l'information et d'offrir une approche exclusive à une vaste gamme de ressources sous différentes formes. Axé sur des thèmes ou champs d'intérêts multidisciplinaires, la recherche et le développement, ou le partage inclusif mis à disponibilité en vue d'obtenir des renseignements pertinents. Ces dispositions ou avantages libres ciblent différents domaines académiques, scientifiques, gouvernementaux, ou tout autre individus qui souhaiterait bénéficier des services fournis ou solutions même proposées le cas échéant. Parmi les outils disponibles, un système de télémétrie en temps réel permettant d'accéder directement aux services désirés. Par exemple; banque de subventions, publication scientifiques, attribution de licences, en utilisant des tables de classifications relationnelles structurées de type base de données, décentralisées et ouvertes, le partage entre pairs et individus figure parmi leur principales fonctions. Pour faciliter les recherches, la mise à disposition d'un service en ligne nommé API, (Application Programming Interface), ayant pour résultat direct l'offre d'un accès optimisé et continu aux ressources système, et ce, à faible coût. En parallèle, l'objectif global inclut les procédés de groupement d'informations par le biais de codes attribuables. Les identifiants personnalisés attribués aux utilisateurs, membres de l'organisation, auteurs de publication scientifique ou bien chercheurs indépendants qui adhèrent et participe au consensus, ont pour but commun un chemin uni et ouvert, rehaussant ainsi les possibilités de recherche et développement. Ce recensement d'identifiant permet d'offrir une structure conviviale et universelle. La plateforme multiservices en ligne offre également des subventions pour les contributeurs, contributrices ou chercheur(euse) ou particulier. ORCID (anglais : or'kɪd, or'kid) , est une organisation à but non lucratif créée en 2010 , soutenue financièrement par un ensemble d'organismes de recherche, d'éditeurs, de financeurs et d'autres acteurs de l'écosystème de la recherche.
ORCID attribue depuis 2012 des identifiants ORCID (ORCID ID), chaque identifiant étant composé d'un code alphanumérique non propriétaire, dont la création est liée à celle d'un compte ORCID,. Ce code permet d'identifier les chercheurs et auteurs de contributions académiques et scientifiques, et est progressivement imposé par les grands éditeurs,,,.
L'ORCID iD est aussi applicable aux contributions effectuées sur Wikipédia,.

## Historique et organisation
Les inscriptions à ORCID sont ouvertes le 16 octobre 2012. À la fin de 2013, ORCID annonce 111 organisations membres et plus de 460 000 inscrits,,. Au 15 septembre 2018, ils étaient 5 287 556.
Association à but non lucratif, ORCID est financé par plus de 1 000 institutions (universités, bibliothèques, instituts de recherche, éditeurs…). Parmi les membres se trouvent plusieurs maisons d'édition, dont Elsevier, Springer, Wiley et Nature Publishing Group, des institutions de recherche, dont Caltech et l'université Cornell, des sociétés (Thomson Reuters par exemple), des sociétés savantes et des fondations caritatives (Wellcome Trust). En France, 54 membres financent ORCID, dont 47 ont rejoint le consortium ORCID France, piloté par le consortium Couperin et l'Agence bibliographique de l'enseignement supérieur (ABES).

## Utilité d'ORCID et de l'identifiant ORCID

Logo associé à l'identifiant ORCID (ORCID iD)

L’identifiant ORCID permet de résoudre le problème des homonymes, des changements de noms (mariages, etc.), des différences d'habitudes culturelles (prénom avant ou après le patronyme, usage d'un middle name, prénoms composés, suffixes, etc.) et de l'alphabet employé. L'identifiant ORCID donne donc une identité pérenne aux auteurs, selon une méthode semblable à celle utilisée pour les contenus avec les identifiants numériques d'objet.
Une vidéo de 4 min 30 s produite par ORCID détaille tous les avantages d'utilisation de cet outil. On peut citer notamment la maîtrise de ses données personnelles (dans la mesure où chaque chercheur peut décider quand et où utiliser son identifiant), le gain de temps lors de la saisie de données administratives (notamment dans le cadre de demandes de financement) et bien entendu la possibilité de générer très facilement une liste de publications ou de jeux de données à partir de cet identifiant.
L'identifiant ORCID peut également être connecté à d'autres identifiants chercheurs (IdHAL, Web of Science ResearcherID, Author ID Scopus). Il est ensuite possible d'importer la liste des publications associées à ces différentes identifiants sur son compte ORCID, et donc de les lier à son identifiant ORCID.
Un compte ORCID peut également être utilisé comme moyen d'authentification pour accéder à certaines applications informatiques tierces, à l'instar de ce que propose HumaNum avec son service HumanID,.
Cependant, il faut noter que la proportion de chercheurs utilisant ORCID semble encore relativement faible. Une étude en Norvège (Université de Bergen, 2015) et une en France (Université de Caen Normandie, 2020) ont montré que le pourcentage de chercheurs ayant des profils ORCID n'est respectivement que de 3 % et 17 %.

## Spécificités techniques
L'identifiant ORCID est un URI à 16 chiffres compatible avec le standard ISO 27729 (15 chiffres suivis d'une clé de contrôle), avec une valeur assignée entre 0000-0001-5000-0007 et 0000-0003-5000-0001. Cet identifiant est fait pour durer : il ne stocke donc pas d’informations amenées à changer au cours de la carrière du chercheur (pays, institution, domaine de recherche). Il existe également un identifiant fictif, celui de Josiah S. Carberry, destiné à servir de démonstration du principe ORCID.
ORCID propose une API gratuite (publique) permettant d’intégrer une authentification via ORCID. Cette API permet également de réaliser des requêtes, destiné à interroger la base de données d'ORCID.
Le code d’ORCID est disponible sous une licence libre sur Github sous licence CC0.